# Beesel
Beesel (phát âmⓘ) là một đô thị ở đông nam Hà Lan. Đô thị này có diện tích 29,21  km², trong đó có 0,89  km² là diện tích mặt nước.

## Các trung tâm dân cư
- Beesel
- Offenbeek
- Reuver